# Monumento de San Jacinto
O Monumento de San Jacinto é uma coluna de 172,9 metros (567 pés) localizada no Condado de Harris, Texas, Estados Unidos. O monumento tem uma estrela de 220 toneladas no topo que comemora o local da Batalha de San Jacinto, a batalha decisiva da Revolução do Texas. O monumento, construído entre 1936 e 1939 e inaugurado em 21 de abril de 1939, é a coluna de alvenaria mais alta do mundo e faz parte do Patrimônio Histórico Estadual da Batalha de San Jacinto. Em comparação, o Monumento de Washington tem 169 metros de altura, mas continua sendo o monumento de pedra mais alto do mundo. A coluna é uma haste octogonal coberta com uma estrela de 10 metros - o símbolo do Texas. Os visitantes podem pegar um elevador até o mirante do monumento para ter uma visão de Houston.
O campo de batalha de San Jacinto, do qual o monumento faz parte, foi designado como Marco Histórico Nacional em 19 de dezembro de 1960 e, portanto, também é automaticamente listado no Registro Nacional de Lugares Históricos. O monumento foi designado como um Marco Histórico de Engenharia Civil em 1992.

## História
Em 1856, a Associação de Veteranos do Texas começou a pressionar a legislatura estadual para criar um memorial aos homens que morreram durante a Revolução do Texas. A legislatura não fez esforços para comemorar a batalha final da revolução até a década de 1890, quando os fundos foram finalmente apropriados para a compra da terra onde ocorreu a Batalha de San Jacinto. Após uma pesquisa cuidadosa para determinar os limites do local da batalha original, a terra foi comprada para um novo parque estadual a leste de Houston, em 1897. Este se tornou o Patrimônio Histórico Estadual da Batalha de San Jacinto.
As Filhas da República do Texas (Daughters of the Republic of Texas; DRT) começaram a pressionar a legislatura para fornecer um monumento oficial no local da Batalha de San Jacinto. O presidente das Celebrações do Centenário do Texas, Jesse H. Jones, forneceu uma ideia de um monumento para lembrar todos os texanos que serviram durante a Revolução do Texas. O arquiteto Alfred C. Finn forneceu o projeto final, em conjunto com o engenheiro Robert J. Cummins. Em março de 1936, como parte da Celebração do Centenário do Texas, o terreno foi reformado para o Monumento de San Jacinto. O projeto levou três anos para ser concluído e custou 1,5 milhões de dólares. Os fundos foram fornecidos pela legislatura do Texas e pelo Congresso dos Estados Unidos.
Desde sua inauguração, o monumento é administrado pela Associação do Museu de História de San Jacinto, sem fins lucrativos. Em 1966, o monumento foi colocado sob o controle do Texas Parks and Wildlife Department. O Texas Parks and Wildlife Department permite que a Associação continue a supervisão do monumento.
O monumento foi renovado em 1983. Em 1990, a base do monumento foi refeita para conter o Museu de História de San Jacinto e o Teatro Jesse H. Jones para Estudos do Texas. O exterior do monumento sofreu uma nova renovação em 1995, e toda a estrutura foi renovada de 2004 a 2006.

## Descrição
O monumento de San Jacinto é uma coluna octogonal. Foi construído pela W.S. Bellows Construction em concreto armado. Seu interior é constituído de calcário. Tem 172,92 metros de altura e é o monumento na forma de coluna mais alto do mundo. É 2,9 metros mais alto que o segundo mais alto, a Torre Juche na Coreia do Norte, de 170 metros.
A base do monumento contém um museu de 1.451,6 m² e um teatro com 160 lugares. A base é decorada com oito painéis que descrevem a história do Texas. As portas de bronze que permitem a entrada no museu mostram as seis bandeiras do Texas. No topo do monumento há uma estrela de 220 toneladas e 34 metros de altura, representando a Estrela Solitária do Texas.
Desde 2006, aproximadamente 250.000 pessoas visitam o monumento a cada ano, incluindo 40.000 crianças em viagens escolares.

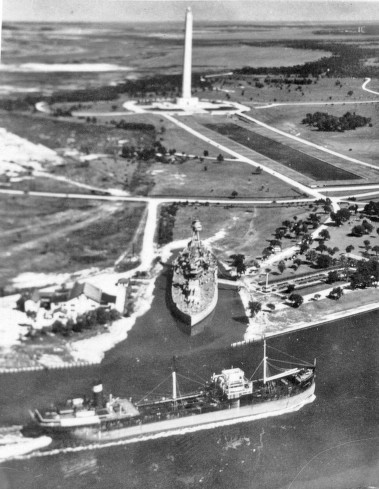
Vista aérea do Monumento de San Jacinto (1950)

## Inscrição
Uma inscrição no monumento conta a história do nascimento do Texas:

As primeiras políticas do México em relação aos seus colonos do Texas tinham sido extremamente liberais. Grandes concessões de terras foram feitas a eles, e nenhum imposto ou dever foi imposto. A relação entre anglo-americanos e mexicanos foi cordial. Mas, após uma série de revoluções iniciadas em 1829, governantes inescrupulosos tomaram o poder sucessivamente no México. Seus atos injustos e decretos despóticos levaram à revolução no Texas.

Em junho de 1832, os colonos forçaram as autoridades mexicanas em Anahuac a libertar Wm. B. Travis e outros cuja prisão foi injusta. A Batalha de Velasco, 26 de junho, e a Batalha de Nacogdoches, 2 de agosto, seguiram; em ambas os texanos foram vitoriosos. Stephen Fuller Austin, "Pai do Texas", foi preso em 3 de janeiro de 1834 e mantido no México sem julgamento até julho de 1835. Os texanos formaram um exército e, em 12 de novembro de 1835, estabeleceram um governo provisório.
O primeiro tiro da Revolução de 1835-36 foi disparado pelos texanos em Gonzales, em 2 de outubro de 1835, em resistência a uma demanda de soldados mexicanos por um pequeno canhão mantido pelos colonos. A guarnição mexicana em Goliad caiu em 9 de outubro; a Batalha de Concepción foi vencida pelos texanos em 28 de outubro. San Antonio foi capturado em 10 de dezembro de 1835 depois de cinco dias de combates nos quais o indomável Benjamin R. Milam morreu como herói, e o Exército Mexicano evacuou o Texas.
O Texas declarou sua independência em 2 de março, em Washington, no Brazos. Por quase dois meses, seus exércitos enfrentaram desastres e derrotas: os homens do Dr. James Grant foram mortos em Aguadulce em 2 de março; William Barret Travis e seus homens sacrificaram suas vidas no Alamo, 6 de março; William Ward foi derrotado em Refugio em 14 de março; Os homens de Amos B. King foram executados perto de Refugio, 16 de março; e James Walker Fannin e seu exército foram mortos perto de Goliad em 27 de março de 1836.
Neste campo, em 21 de abril de 1836, o Exército do Texas, comandado pelo General Sam Houston, e acompanhado pelo Secretário de Guerra, Thomas J. Rusk, atacou o maior exército invasor de mexicanos sob o comando do General Santa Anna. A linha de batalha da esquerda para a direita era formada pelo regimento de Sidney Sherman, o regimento de Edward Burleson, a artilharia comandada por George W. Hockley, a infantaria de Henry Millard e a cavalaria sob comando de Mirabeau B. Lamar. Sam Houston liderou a carga de infantaria.
Com o grito de guerra, "Lembre-se do Alamo! Lembre-se de Goliad!" os texanos cobraram. O inimigo, pego de surpresa, se reagrupou por alguns minutos, em seguida, fugiu em desordem. Os texanos se encorajaram a não ter misericórdia ou piedade, e não tiveram. O massacre foi terrível, vitória completa e Texas livre! No dia seguinte, o General Antonio López De Santa Anna, autoproclamado "Napoleão do Oeste", recebeu de um inimigo generoso a misericórdia que ele havia negado a Travis no Alamo e Fannin em Goliad.
Cidadãos do Texas e soldados imigrantes do Exército do Texas em San Jacinto eram nativos do Alabama, Arcansas, Connecticut, Geórgia, Illinois, Indiana, Kentucky, Luisiana, Maine, Marilândia, Massachusetts, Michigan, Mississípi, Missuri, Nova Hampshire, Nova Iorque, Carolina do Norte, Ohio, Pensilvânia, Rhode Island, Carolina do Sul, Tenessi, Texas, Vermont, Virgínia, Áustria, Canadá, Inglaterra, França, Alemanha, Irlanda, Itália, México, Polônia, Portugal e Escócia.

Medido pelos resultados, San Jacinto foi uma das batalhas decisivas do mundo. A liberdade do Texas do domínio mexicano levou à anexação e à Guerra Mexicano-Americana, resultando na aquisição pelos Estados Unidos dos estados do Texas, Novo México, Arizona, Nevada, Califórnia, Utah e partes do Colorado, Wyoming, Cansas e Oklahoma. Quase um terço da área atual da nação americana, quase um milhão de milhas quadradas de território, mudaram a soberania.

## Galeria

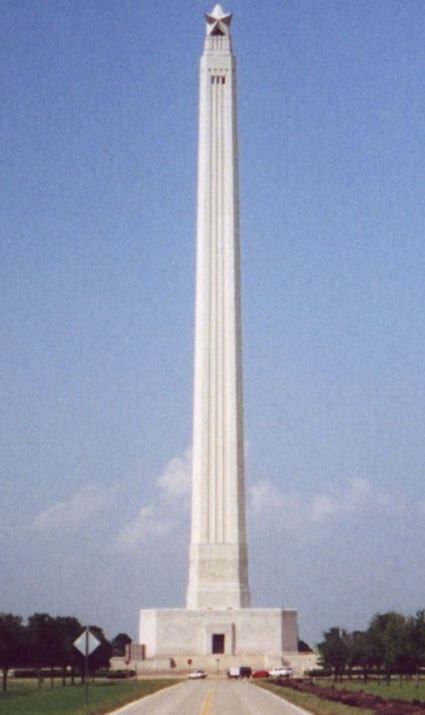
Imagem completa do monumento de San Jacinto.
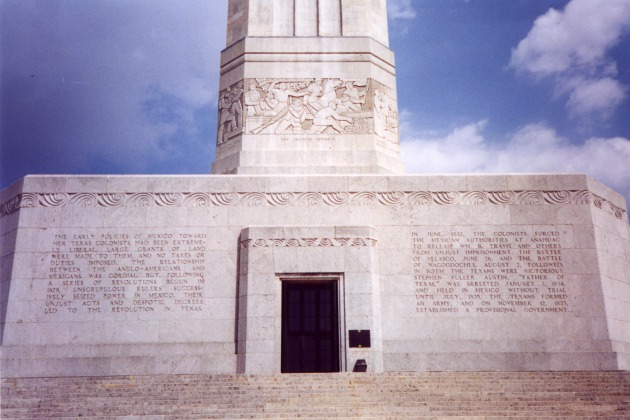
A base do monumento e o painel gravado representando a história do Texas.
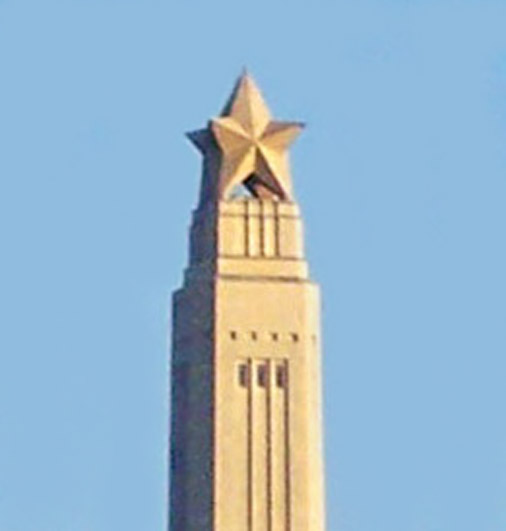
A estrela no topo do monumento.
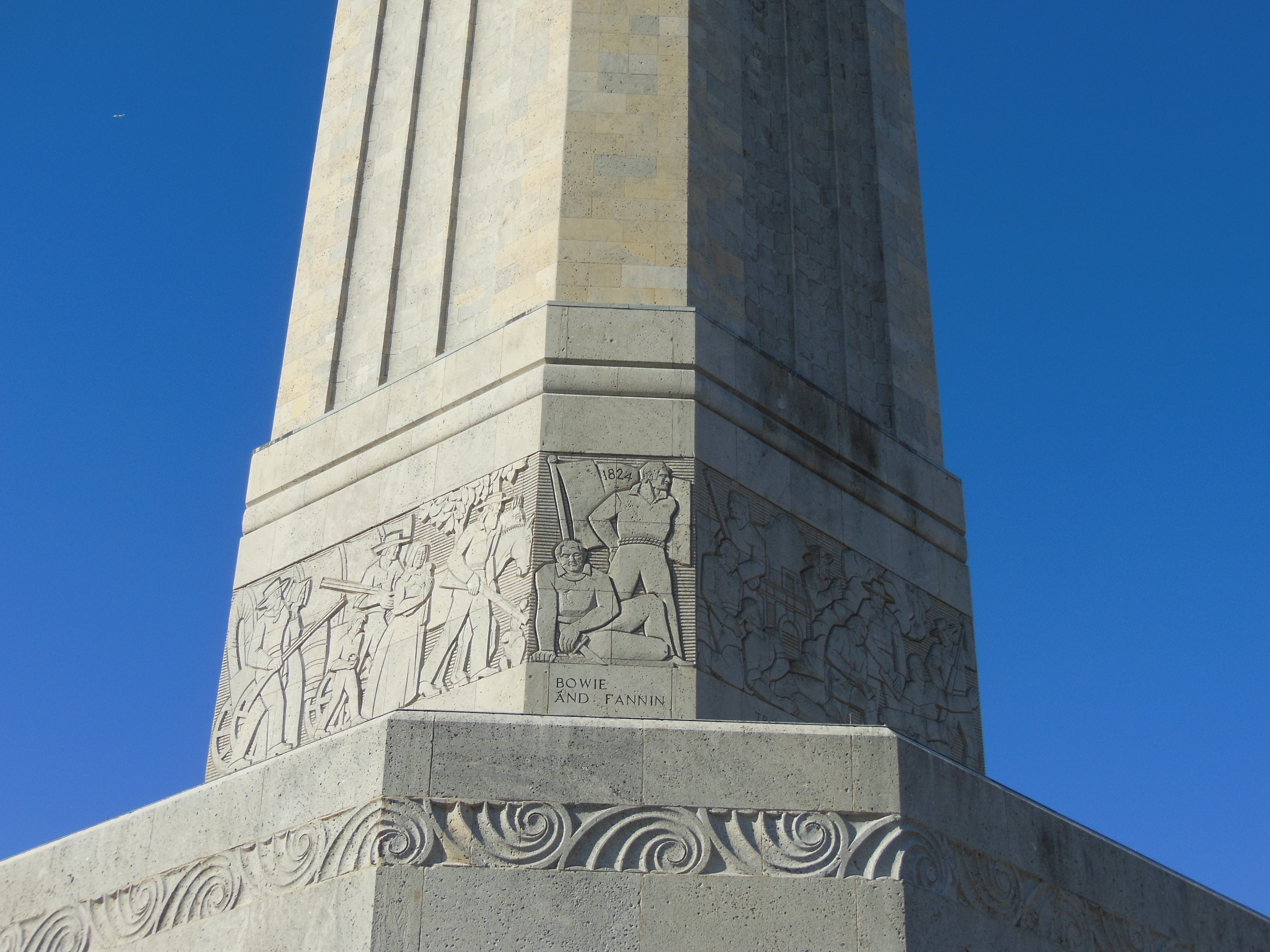
Detalhes na parte inferior do monumento.
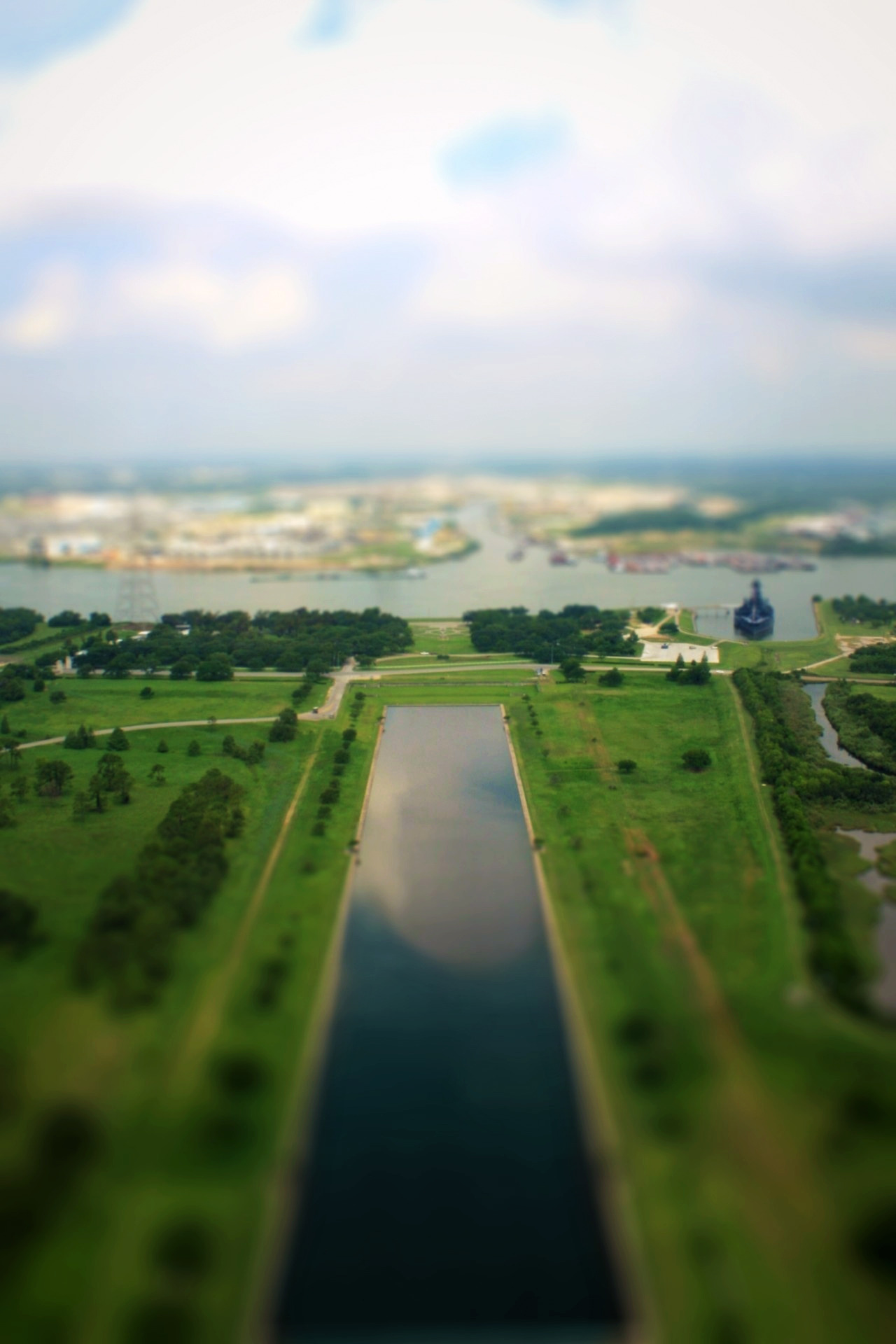
Vista da plataforma de observação.
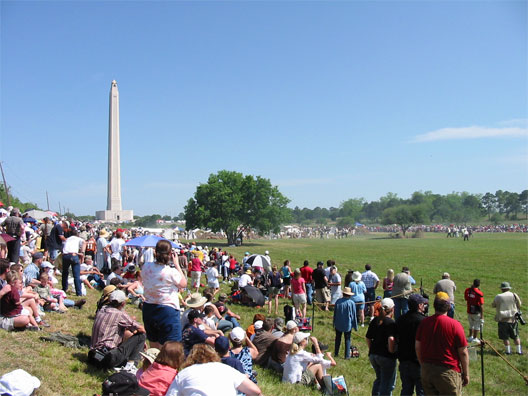
Espectadores assistindo a uma reconstituição da batalha.
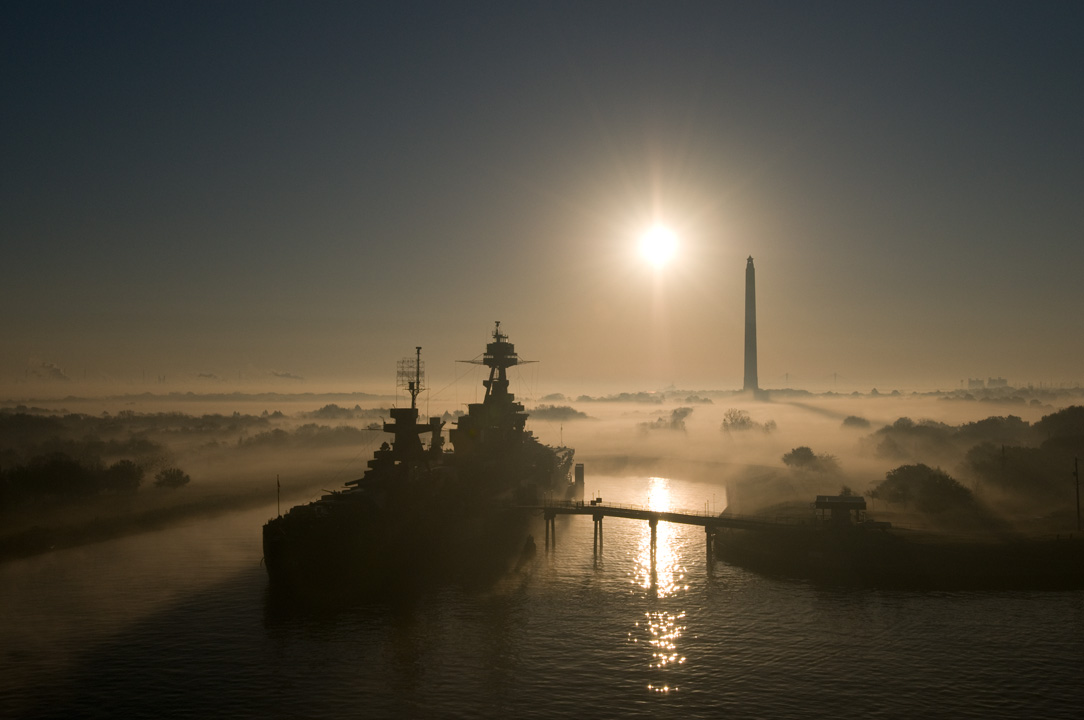
USS Texas e o Monumento vistos ao nascer do sol no final de 2007.